# Light of Love
Light of Love è un album in studio del gruppo rock inglese T. Rex, pubblicato nel 1974 solo negli Stati Uniti. 

## Tracce
1. Light of Love – 3:16
2. Solid Baby – 2:37
3. Precious Star – 2:51
4. Token of My Love – 3:39
5. Space Boss – 2:47
6. Think Zinc – 3:21
7. Till Dawn – 3:01
8. Teenage Dream – 4:58
9. Girl in the Thunderbolt Suit – 2:19
10. Explosive Mouth – 2:25
11. Venus Loon – 3:02

## Formazione
- Marc Bolan – chitarra, voce
- Steve Currie – basso
- Mickey Finn – percussioni, conga, voce
- Gloria Jones – clavinet, cori
- Davey Lutton – batteria
- Bill Legend – batteria
- Paul Fenton – batteria (add.)